# Ray Palmer
Ray Palmer è un personaggio dei fumetti della DC Comics, introdotto durante la Silver Age in Showcase n. 34 (settembre-ottobre 1961). È il secondo personaggio tra coloro che hanno rivestito l'identità del supereroe Atomo. Il nome della sua identità segreta è un omaggio al curatore di riviste di fantascienza Raymond A. Palmer.

## Biografia del personaggio
Raymond "Ray" Palmer viene presentato come un professore di fisica della Ivy University di Ivy Town, una città fittizia del New England, specializzato in compressione della materia. Usando la massa di una nana bianca precipitata sulla terra, riesce a costruire una lente il cui raggio è in grado di miniaturizzare ogni oggetto fino al grado desiderato. Tuttavia la compressione destabilizza la struttura molecolare dell'oggetto sottoposto al raggio, che quindi esplode dopo poco tempo.
Durante una spedizione speleologica assieme ai suoi studenti e alla sua ragazza, Jean Loring, Palmer si ritrova bloccato in una grotta a seguito di un crollo delle pareti. Mosso dalla disperazione, usa su di sé la lente che si era segretamente portato dietro, restringendo il suo corpo fino a poter passare dall'altra parte della frana attraverso una piccola apertura. Il piano riesce e Palmer, tornato a grandezza naturale dopo essersi nuovamente esposto al raggio della sua lente, si accorge con sorpresa che il suo corpo non è esploso come tutti gli oggetti sottoposti a quell'esperimento prima di allora. Inizialmente attribuisce l'effetto all'umidità della caverna che ha completamente coperto la superficie della lente, ma successivi esperimenti in laboratorio smentiscono la sua teoria: tutti gli oggetti continuano ad esplodere. Palmer, allora, conclude che ci debba essere qualche forza sconosciuta all'interno del proprio corpo che gli impedisce di subire gli effetti collaterali della miniaturizzazione. Poco dopo decide di usare i suoi poteri per diventare un supereroe, con il nome di "Atomo". Una retcon nell'albo "Nel giorno più splendente: Atomo" del luglio 2010 ha rimosso questa spiegazione esotica, attribuendo la capacità del professor Palmer di mantenere la sua integrità molecolare ad un particolare tessuto di compressione, inventato dallo stesso Palmer, in grado di contrastare i devastanti effetti del raggio. Con questo materiale speciale è cucito il costume di Atomo.
Per poter usare il suo potere a fin di bene, Palmer costruisce un congegno per controllare la miniaturizzazione a livello subatomico con un meccanismo di emergenza inserito nei guanti e sviluppa un metodo per diminuire anche il proprio peso, mettendosi così in grado di cavalcare le correnti d'aria, pur tuttavia potendo sollevare e maneggiare oggetti con la stessa forza di quando si trova nelle sue normali dimensioni. Il suo costume è progettato in modo tale da apparire automaticamente durante la miniaturizzazione e da scomparire al ritorno alle dimensioni normali.
Nelle sue avventure fumettistiche Palmer ha combattuto contro minacce aliene e soprannaturali; la sua nemesi è il ladro del Tempo Chronos molte volte ha affrontato la minaccia del Bug-Eyed Bandit e del pericoloso eco-terrorista Floronic Man. Atomo è membro di numerose versioni della Justice League, qui incontra il supereroe Hawkman, di cui diventerà uno dei più grandi amici. Atomo lavorerà per un certo periodo anche per la CIA. Dopo essersi sposato con Jean Loring, Atom scopre che la moglie lo tradiva con il collega Paul Hoffer. Sconvolto, Ray divorzierà da Jean, deciderà di lasciare la carriera di eroe, ritirandosi nelle giungle del Centro America. Ad causa un incidente aereo, Ray perderà il controllo dei suoi poteri e rimane bloccato all'altezza di 152 mm. Nella foresta amazzonica, Ray incontra i Morlaidiani, una comunità di minuscoli alieni, e troverà quindi l'amore nella loro principessa Laethwyn. Il ruolo di Atomo sarà poi preso da Paul Hoffer.
Quando la CIA stermina i Morlaidiani, Ray ruba la cintura a Paul Hoffer e ritorna a indossare i panni di Atomo. Durante questo periodo internalizza i poteri della nana bianca, diventando così indipendente dall'equipaggiamento scientifico. Dopo varie indagini, Ray scopre che gli agenti CIA responsabili del genocidio degli alieni sono in realtà un gruppetto sovversivo, noto col nome di "la Cabala", che lavorava per una sezione interna dell'organizzazione di controspionaggio. Atomo riesce a rimpicciolire permanentemente i cinque esecutori materiali della strage, solo per essere apparentemente ucciso. Il posto di Atomo viene preso da Adam Cray, che si unisce al gruppo governativo noto come Squadra Suicida. Tutto è in realtà un piano di Ray per fare uscire i suoi nemici allo scoperto. L'Atomo originale riesce anche ad infiltrarsi all'interno della squadra. Il piano riesce, ma nella colluttazione Adam e la squadra muoiono.
Durante Ora Zero Ray torna ad essere adolescente, acquisendo la capacità di ingigantirsi, e si unisce ai Giovani Titani divenendone il leader. Dopo aver riacquisto la sua età Ray si unisce di nuovo alla Justice League come consulente scientifico, arrivando anche a sconfiggere l'androide Amazo. Durante l'evento Crisi d'identità Jean userà l'equipaggiamento dell'ex-marito e uccide inavvertitamente Sue Dibny, moglie dell'eroe Elongated Man, premendo troppo forte i piedi sul suo cervello. Sconvolto dall'azione della ex-moglie, ormai impazzita, Atomo lascia Jean in manicomio e decide di fuggire dal mondo rimpicciolendosi a dismisura. Il posto di Atomo viene preso da Ryan Choi, un suo protetto, mentre Ray aiuta un gruppo di eroi a sconfiggere un virus e torna sulla Terra aiutando Ryan in molte missioni, per poi riprendere il ruolo dell'eroe dopo la morte dell'amico.

## Poteri e abilità
La cintura di Atom gli permette di rimpicciolirsi a suo piacimento fino a raggiungere dimensioni subatomiche. Usando queste capacità Atom può muoversi in maniera estremamente veloce cavalcando piccole particelle. Inoltre, da minuscolo possiede il completo controllo di tutte le molecole del suo corpo e può rendendosi talmente leggero da volare cavalcando le correnti d'aria o così pesante da rompere a pugni un muro di cemento. Il suo metodo di trasporto preferito è quello di chiamare qualcuno al telefono e, nel momento in cui l'interlocutore risponde, miniaturizzarsi abbastanza da poter viaggiare lungo la linea telefonica e riapparire dall'altra parte pochi secondi più tardi. Dopo gli eventi della saga "Ora Zero" Ray è ringiovanito fino a 17 anni ottenendo il potere di ingrandirsi ma una volta tornato all'età normale riottenne le stesse abilità di prima dicendo addio al vecchio potere. Inoltre Ray Palmer è un abile fisico e scienziato.

## Altre versioni

### Il cavaliere oscuro colpisce ancora
Frank Miller ha inserito il personaggio di Ray Palmer nel suo fumetto Il cavaliere oscuro colpisce ancora. Viene imprigionato per anni da Lex Luthor in una piastrina di Petri, fino al suo salvataggio da parte di Catgirl. Più avanti avrà un ruolo chiave nella liberazione di Kandor, rimpicciolendosi in modo da riuscire ad entrare nella bottiglia dove la città era imprigionata e riuscire a rompere l'involucro dall'interno.

### League of Justice
Un'altra versione di Atomo appare in League of Justice, una storia edita da Elseworld dove la Justice League vive una storia simile a quella del Signore degli Anelli, in cui Atomo assume la parte di un mago dal nome di "Atomus il Palmo".

### Vendicatori/JLA
Nel crossover Vendicatori/JLA Palmer appare prendendo il posto di Wally West quando si rende conto che non esiste un supereroe superveloce nell'universo Marvel.

### JLA: Age of Wonder
Nella serie Age of Wonder Palmer lavora in un team di scienziati tra i quali Thomas Edison e Nikola Tesla.

### JLA: Rock of Ages
In Rock of Ages, Atomo è uno dei pochi superstiti della Justice League in un futuro alternativo dove Darkseid ha preso il controllo della Terra.

### Countdown to Final Crisis
In Countdown to Final Crisis, The Search of Ray Palmer e Countdown: Arena vengono introdotte molte versioni alternative di Atomo:
- Su Terra 6 Ray Palmer ha sviluppato poteri solari e ha preso il nome del supereroe Raggio.
- La controparte di Ray di Terra 11 è una donna.
- Su Terra 30 Ray è uno scienziato americano che vive in Russia.
- Su Terra 51 Ray muore da giovane in un esperimento sbagliato.

## Altri media

### Televisione
L'attore Brandon Routh interpreta Ray Palmer nella terza stagione di Arrow. La sua prima apparizione avviene nel primo episodio della terza stagione, Calma apparente, dove procede nell'acquisizione della Queen Consolidated che, nel settimo episodio della terza stagione (Colpiti al cuore) rinominerà Palmer Technologies. Lui e Felicity Smoak si avvicineranno sentimentalmente. Anche grazie a quest'ultima riuscirà a mettere a punto una tuta potenziata per combattere il crimine, in ricordo della sua fidanzata assassinata. Riuscirà a testarla per la prima volta nel quindicesimo episodio della terza stagione, Nanda Parbat, volando per i cieli di Starling City. Nell'ultimo episodio della terza stagione, mentre cerca di miniaturizzare la propria armatura, provoca un'esplosione che distrugge il piano della "Palmer technologies" dove lavora. Palmer compare anche nel diciottesimo episodio della serie spin-off The Flash (Bug-Eyed Bandit), dove aiuta Barry Allen a contrastare la minaccia di Brie Larvan (Emily Kinney), versione femminile dell'arci nemico di Atom, Bug-Eyed Bandit. Proprio dalla tecnologia miniaturizzata delle api robot usate dalla Larvan, Ray trarrà l'idea per le modifiche da apportare alla sua tuta.
Routh riprende il ruolo di Ray Palmer tra i personaggi principali della serie televisiva Legends of Tomorrow.